# Shoichi Nishimura
Shoichi Nishimura (西邑 昌一, Nishimura Shoichi, Hyogo 1912 – Akashi, 22 maart 1998) was een Japans voetballer die als aanvaller speelde.

## Clubcarrière
Nishimura speelde voor Kwangaku Club. Nishimura veroverde er in 1930 de Beker van de keizer.

## Japans voetbalelftal
Shoichi Nishimura maakte op 13 mei 1934 zijn debuut in het Japans voetbalelftal tijdens een Spelen van het Verre Oosten tegen Nederlands-Indië. Shoichi Nishimura debuteerde in 1934 in het Japans nationaal elftal en speelde 2 interlands, waarin hij 1 keer scoorde.

## Statistieken
| Japans voetbalelftal | Japans voetbalelftal | Japans voetbalelftal |
| Jaar                 | Wed.                 | Dlp.                 |
| -------------------- | -------------------- | -------------------- |
| 1934                 | 2                    | 1                    |
| Totaal               | 2                    | 1                    |